# I nemici generosi
I nemici generosi és una òpera en dos actes composta per Domenico Cimarosa sobre un llibret italià possiblement de Giuseppe Petrosellini. S'estrenà al Teatro Valle de Roma el carnestoltes de 1796.
En altres teatres es va presentar amb títols diferents: Il duello per complimento o I rivali generosi.